# Bruno Angelini
Pour les articles homonymes, voir Angelini.
Bruno Angelini est un pianiste de jazz français, né à Marseille le 9 novembre 1965.

## Biographie
Formé dans la classe de jazz de Guy Longnon au conservatoire de jazz de Marseille après des débuts plus classiques et un détour par la guitare, puis le saxophone, il revient au répertoire classique et obtient en parallèle un diplôme d'ingénieur en thermodynamique. Il suit des cours d'improvisation au CIM dans la classe de Sammy Abenaïm.
Ses débuts professionnels sont jalonnés par le Prix spécial au Concours national de jazz de la Défense en 1995 et le 1er prix du concours de Vannes en 1996 avec sa première formation en tant que leader : le groupe "Quartet Est". Peu après, il commence une longue collaboration avec le chanteur Thierry Péala, rencontré au CIM, avec lequel il travaille avec Kenny Wheeler et Norma Winstone, puis fonde le Thierry Peala New Edge Trio avec le saxophoniste Francesco Bearzatti.Il collabore ensuite avec le contrebassiste Riccardo Del Fra et le batteur Ichiro Onoe avec lesquels il enregistre son premier album en tant que leader : Empreintes (Sketch, 2003). En 2006, sur la demande de Philippe Ghielmetti, il enregistre, toujours pour le label Sketch, l'album Never Alone, une interprétation du répertoire de son disque de chevet : The Newest Sound Around, de Jeanne Lee et Ran Blake.
Du côté des musiques improvisées, Bruno Angelini travaille de façon régulière avec le contrebassiste Joe Fonda et le batteur Ramón López. Deux albums, Silent Cascade (Konnex, 2006) et New York Session (Sans Bruit, 2009), en témoignent.
Il retrouve également Ramón López sur différents programmes tels que le Choral Project (2006) et un album paru en 2008 avec Jean-Philippe Viret et le contre-ténor Gérard Lesne (Colors, Zig Zag Territoires, 2007).
Sideman, il joue au sein du quartet Résistance Poétique de Christophe Marguet entre 2006 et 2012 avec trois albums enregistrés dans cette période, du Spiral Quartet de Philippe Poussard avec trois albums également et de l'European Ensemble du trompettiste Giovanni Falzone.
Depuis 2014, il collabore régulièrement avec Régis Huby au sein de différentes formations: Equal Crossing avec Marc Ducret et Michele Rabbia, et The Ellipse (un ensemble de 15 musiciens).
En 2019, il enregistre pour Label bleu, le disque Hors temps du batteur Edward Perraud qui obtiendra le grand prix Charles Cros. Suivront Pronto de Christophe Marguet et Daniel Erdmann, Vortice de Claude Tchamitchian.
En tant que leader, son activité s'est intensifiée depuis 2012 avec la publication de "Sweet Raws Suite Etcetera" (avec Sébastien Texier et Ramón López), "Songs vol 2" avec Giovanni Falzone (2013) : les deux disques pour le label Abalone productions ; puis suivront "Instant Sharings" avec Régis Huby, Claude Tchamitchian,Edward Perraud en 2015, "Open Land" (2018), Nearly nothing almost everything (2022) avec la même formation le tout sur le label La Buissonne de Gérard de Haro. Il a signé également un disque solo en 2016 "Leone Alone" en collaboration avec Philippe Ghielmetti et un duo avec Daniel Erdmann : "la dernière nuit" (2019) inspiré du destin de Hans et Sophie Scholl.
Il obtient un Coup de cœur Jazz et Blues 2018 de l'Académie Charles-Cros pour Open Land, proposé lors de l’émission Open Jazz d’Alex Dutilh sur France Musique.
En 2021, il crée Transatlantic roots avec Eric Echampard et Fabrice Martinez pour le label Visions fugitives.
En 2024 il enregistre Lotus flowers avec Sakina Abdou et Angelika Niescier.
Son parcours l’a amené à jouer avec de nombreux autres musiciens tels que : Kenny Wheeler, Riccardo Del Fra, Ichiro Onoe, Reggie Workman, Andrew Cyrille, Ramon Lopez, Giovanni Falzone, Francesco Bearzatti, Thierry Peala, Joe Fonda, Jeff Boudreaux, Sebastien Texier, Philippe Poussard, Christian Lete, Jean-Jacques Avenel, John Betch, Norma Winstone, Jean-Philippe Viret, Gérard Lesne, Marc Ducret, Olivier Benoit, Bruno Chevillon, Jean-Charles Richard, Mauro Gargano, Fabrice Moreau, Stephan Oliva, Maria Laura Baccarini, Xavier Desandre, Yves Rousseau, Jean-Marc Larche, Pierrick Hardy, Joce Mienniel, Jean-Luc Cappozzo, Joe Rosenberg, Julien Augier, Jason Palmer, Christopher Thomas, Laïka Fatien, Louis Sclavis, Paolo Fresu, Luca Aquino...
Bruno Angelini enseigne le piano à la Bill Evans Piano Academy depuis 1996.
Il écrit pour la musique à l'image en travaillant notamment aux côtés de la réalisatrice Hélène Milano, ainsi que dans le cadre de ciné-concerts, en collaboration avec la cinémathèque Française et la fondation Jérôme Seydoux-Pathé.

## Discographie
Partielle.
- 2022 : https://labellabuissonne.bandcamp.com/album/nearly-nothing-almost-everything[3] chez La Buissone

## Sources
- Citizen Jazz